# Вивиани, Рене
Жан Рафаэль Адриен Рене Вивиани (фр. Jean Raphaël Adrien René Viviani; 8 ноября 1863, Сиди-Бель-Аббес, Французский Алжир — 7 сентября 1925, Ле-Плесси-Робинсон, Франция) — французский политический и государственный деятель, адвокат, дважды возглавлял совет министров Третьей республики.

## Биография
Жан Рафаэль Адриен Рене Вивиани родился 8 ноября 1863 года в Северной Африке в алжирском городе Сиди Бель Абес.
В 1893 году был избран в парламент, где примкнул к группе «независимых социалистов». Будучи противником осуждения мильеранизма, не вошёл в Объединённую социалистическую партию (1905) и вместе с Александром Мильераном образовал группу «независимых социалистов» (с 1911 года — Республиканская социалистическая партия).
Министр труда в кабинетах Жоржа Клемансо (1906—1909) и Аристида Бриана (1909—1910). 
Министр просвещения (1913 — июнь 1914). 
Премьер-министр (июнь 1914 — октябрь 1915). 
Министр юстиции в правительстве Бриана (1915—1917).
Участвовал в Вашингтонской конференции (1921—1922).

## Первое правительство Вивиани (13 июня — 26 августа 1914)
- Рене Вивиани — председатель Совета Министров и министр иностранных дел;
- Адольф Мессми — военный министр;
- Луи Мальви — министр внутренних дел;
- Жозеф Нуланс — министр финансов;
- Морис Куйба — министр труда и условий социального обеспечения;
- Жан-Батист Бьенвеню-Мартен — министр юстиции;
- Арман Готье де л’Од — морской министр;
- Виктор Огагнёр — министр общественного развития и искусств;
- Фернан Давид — министр сельского хозяйства;
- Морис Райно — министр колоний;
- Рене Ренуль — министр общественных работ;
- Гастон Томсон — министр торговли, промышленности, почт и телеграфов.

Изменения
- 3 августа 1914 — Гастон Думерг наследует Вивиани как министр иностранных дел. Виктор Огагнёр наследует де л’Оду как морской министр. Альбер Сарро наследует Огагнёру как — министр общественного развития и искусств.

## Второе правительство Вивиани (26 августа 1914 — 29 октября 1915)
- Рене Вивиани — председатель Совета Министров;
- Теофиль Делькассе — министр иностранных дел;
- Александр Мильеран — военный министр;
- Луи Мальви — министр внутренних дел;
- Александр Рибо — министр финансов;
- Жан-Батист Бьенвеню-Мартен — министр труда и условий социального обеспечения;
- Аристид Бриан — министр юстиции;
- Виктор Огагнёр — морской министр;
- Альбер Сарро — министр общественного развития и искусств;
- Фернан Давид — министр сельского хозяйства;
- Гастон Думерг — министр колоний;
- Марсель Самба — министр общественных работ;
- Гастон Томсон — министр торговли, промышленности, почт и телеграфов;
- Жюль Гед — министр без портфеля.

Изменения
- 13 октября 1915 — Вивиани становится преемником Делькассе как министр иностранных дел.

## Память
В честь Вивиани назван небольшой сквер в центре Парижа неподалёку от Собора Парижской Богоматери, открытый для публики в 1928 году, через 3 года после смерти Рене Вивиани.